# Raymond Wilder
Raymond Wilder   (Palmer, 3 de novembre de 1896 - Santa Barbara, 7 de juliol de 1982) va ser un matemàtic estatunidenc.

## Vida i Obra
Nascut en una família de musics, tocava la trompeta a l'orquestra familiar a fires i festes. La seva habilitat amb el piano li va permetre guanyar-se la vida fent d'acompanyant de les pel·lícules mudes als cinemes. Va ser escolaritzat a la seva vila natal i el 1914 va ingressar a la universitat de Brown per estudiar matemàtiques. Després de prestar servei durant dos anys de la Primera Guerra Mundial a la Marina Americana es va graduar a Brown en matemàtiques actuarials el 1921. El curs següent va decidir continuar els estudis actuarials a la universitat de Texas a Austin, però en assistir a les classes de topologia de Robert Lee Moore es va interessar per les matemàtiques pures. El 1923 va obtenir el doctorat amb un tema topològic dirigit per Moore i el curs següent va ser contractat per la universitat Estatal d'Ohio.
A Ohio no es va sentir còmode ja que la universitat li exigia un jurament de lleialtat, i ell mai havia sigut partidari del patriotisme descerebrat, i el 1926 va abandonar Ohio per anar a la universitat de Michigan on va fer la seva carrera acadèmica fins al 1967 en que es va retirar. Després de retirar-se, se'n va anar a viure a Califòrnia i va col·laborar amb la universitat de Califòrnia a Santa Barbara fins a la seva mort el 1982.
Wilder va ser una autoritat en el camp de la topologia i, específicament, en l'estudi de les varietats generalitzades. A partir dels anys 1940's també es va interessar en la història i la filosofia de les matemàtiques, interès que va culminar el 1981 amb la publicació del seu llibre Mathematics as a Cultural System (Les matemàtiques com sistema cultural), en el qual aborda el desenvolupament del coneixement matemàtic des d'un punt de vista gairebé antropològic.